# Кампос, Тони
Антонио (Тони) Кампос (англ. Antonio "Tony" Campos; род. 8 марта 1973, Лос-Анджелес, Калифорния) — американский музыкант мексиканского происхождения, известный как бас-гитарист в ряде групп альтернативного и экстремального метала: Static-X, Asesino, Dia De Los Muertos, Soulfly, Ministry и Fear Factory.

## Карьера

### Static-X
В 1994 году Тони Кампос прочитал объявление о поиске бас-гитариста в местной газете, которое дали Уэйн Статик и Кен Джей. Им нужны были люди, готовые создать с ними новую группу. Появление Тони Кампоса знаменовало формальное появление группы Static-X на свет. Тони Кампос вместе с Уэйном Статиком  – единственные постоянные участники группы Static-X. Также Тони Кампос единственный стопроцентный калифорниец в группе. Тони Кампос в песнях Static -X поддерживает Уэйна Статика рычащим низким бэк-вокалом. Например, он полностью исполняет песню «Anything But This», кроме чего исполняет все бэк партии в других песнях. В 2001 году он попал в аварию на мотоцикле, где сломал ключицу. Ему пришлось пропустить большую часть продолжающегося тура группы Static-X, в связи с чем был временно заменен Марти О’Брайеном.

### Asesino
C 2002 года Тони Кампос является вокалистом/бас-гитаристом дэт-метал/грайндкор группы Asesino (с исп. — «Убийца»). Характерной чертой для группы Asesino, как и для группы Brujeria, является исполнение песен на испанском языке. Основная тематика песен это смерть, насилие, сатанизм, извращения и грехи церкви. Группа Asesino является продолжением проекта Brujeria.

### Ministry
Кампос четыре раза играл на бас-гитаре в Ministry (2007-2008, 2011-2012, 2014-2016, 2017-2019), после смерти Пола Рейвена. Он снова присоединился к Ministry во время их тура по США с Death Grips осенью 2017 года.
В 2011-2012 годах он был участником дэт-метал-группы Possessed. Он также играл с Possessed в 2013 году в Oakland Metro.

### Soulfly
Летом 2011 года Тони Кампос стал постоянным участником группы Soulfly.

### Fear Factory
В 2015 году Тони Кампос покинул Soulfly и присоединился к группе Fear Factory.

### Static-X возрождение
В октябре 2018 года Кампос объявил, что он и двое других первоначальных участников – гитарист Коичи Фукуда и барабанщик Кен Джей – реформировали Static-X и запланировали выпустить новый альбом, а также отправиться в турне в 2019 году в память о Уэйне Статике.

## Стиль
Тони Кампос играет в таких музыкальных жанрах как: индастриал-метал, дэт-метал, грайндкор, дэтграйнд. Гитаристы наиболее повлиявшие на стиль Тони Кампоса: Клифф Бёртон, Дэн Лилкер, Роб Николсон и Керри Кинг.

## Оборудование
- Moser Custom Shop Scimitar (P-bass style) 4-string with EMG-P pickup, tuned BbFBbEb; Fernandes Tremor 5-strings with EMG-40DC pickups, tuned BbFBbEbAb;
- SWR SM-900 head, SWR Goliath Senior 6x10 cab;
- Tech 21 SansAmp PSA-1 preamp, Dunlop 105Q Bass Wah, Line 6 Bass POD.

В прошлом он использовал бас гитару Moser Custom Shop Scimitar (P-bass style) 4-string with EMG-P в строю ADGCF и Fernandes с EMG-40DC, настроенный в BbFBbEbAb, играя в Asesino.
В Static-X он играл в других строях: CFBbEbG и BbFBbEbAb во время записи альбома Shadow Zone и в следующих альбомах.

## Дискография
Static-X
- Wisconsin Death Trip (1999)
- Machine (2001)
- Shadow Zone (2003)
- Start a War (2005)
- Cannibal (2007)
- Cult of Static (2009)
- Project Regeneration (2019)

Asesino
- Corridos de Muerte (2002)
- Cristo Satanico (2006)
- La Segunda Venida (2013)

Soulfly
- Enslaved (2012)
- Savages (2013)